# Heliophisma rivularis
Heliophisma rivularis là một loài bướm đêm trong họ Erebidae.